# スペシャル・ライセンス・プレーヤー
スペシャル・ライセンス・プレーヤーは、1986年から日本サッカー協会  (JFA) および日本サッカーリーグ (JSL) によって認定された、事実上のプロフェッショナルサッカー選手をいう。

## 概要
「スペシャル・ライセンス・プレーヤー」の文言には「プロ」もしくは「プロフェッショナル」という字句は含まれておらず、文言上はJFAおよびJSLによって認められたライセンス所有者という体裁をとっている。ただし実質的には「スペシャル・ライセンス・プレーヤー」としてJFAに登録すればスペシャル・ライセンス・プレーヤーとして認められるものである。また「プロ」・「プロフェッショナル」という言葉が含まれていなくても、実際運営されている制度はプロフェッショナル・プレーヤー以外の何者でもない。これがしばしば「実質的な」プロフェッショナル制度として言及されるゆえんである。
1986年にJFAおよびJSLは、それまでのアマチュアのみのカテゴライズを取りやめ、「スペシャル・ライセンス・プレーヤー」「ノン・プロフェッショナル」「アマチュア」の3つのカテゴリに組みなおした。このうちアマチュア以外は「アマチュア規定」外にあるものであり、実質的に報酬を受け取ってプレーしていることを自他共に認めている選手ということになる。なおスペシャル・ライセンス・プレーヤーとノン・プロフェッショナルとの差は、前者がサッカー以外の広告宣伝活動による報酬を受けることが認められている点のみであり、サッカー選手としての活動に差はない。
この制度は1年で廃止され、新たにライセンス・プレーヤーとして72人が登録された。その後1990年にJFAが選手登録規定を改定し、アマチュアとアマチュア以外の選手（ノン・アマチュア）を経て、1992年の日本プロサッカーリーグ（Jリーグ）発足時にプロフェッショナル契約が導入されるまで存続した。

### 具体的なカテゴリーの説明
- 「スペシャルライセンスプレーヤー」　完全なプロ選手であり、日本リーグに所属するチームのみに在籍できるものとする。またサッカーにおける収入のほか、契約金・広告出演などの規制を受けない。
- 「ノンプロ」　いわゆるセミプロで、サッカーにおける収入のみを認め、契約金は認められない。また広告出演も日本オリンピック委員会・選手強化キャンペーン協賛社以外はできない
- 「アマチュア」　企業の正社員（クラブチームの場合でも何らかの従業員）で、契約金、広告出演はもとより、サッカーにおける収入も得られない

（1986年　フジテレビジョン「プロ野球ニュース」での特集より）

## 経緯
1965年、実質的に実業団リーグとして発足したJSLは純然としたアマチュアでのリーグ運営を標榜していたが、その初期から各企業が選手に対する待遇の改善に取り組んだ結果、純然としたアマチュアとはいえないものに変化していた。
選手はあくまでも会社に籍を置き、その余暇を部活動に当てるという建前は保っていたものの、就業後の練習には残業手当として、試合での勝利に対しては賞与によるなど、さまざまな名目により何らかの報酬を得ていた。このほかにも日本代表に選出された選手・監督に対しても特別な手当てが別途支払われていた。このような形態を企業アマといい、この形態は国際サッカー連盟（FIFA）が定めるアマチュア規定には含まれるものではなかった。
特に1969年に発足した読売サッカークラブに所属する選手は本来籍を置くべき会社というものすら持っておらず、純粋にサッカーをすることによって報酬を得ていた。これは完全にプロフェッショナルである（それでも形式的によみうりランドなどの関連企業に籍を置き、体裁上は会社からの報酬になっていた）。
1980年代に入って抜本的な改革を迫られたJSLは、こうした状況を追認する形でプロフェッショナル制度の導入を画策した。ただしこれには障害があった。JSLの上位団体となるJFAは日本体育協会（体協）に加盟していたが、体協は純粋なアマチュアプレーヤーの団体を標榜しており、プロフェッショナルプレーヤーを認めた場合体協から追放されるおそれがあった。
体協から追放されると国民体育大会からサッカー競技が除外されるため、JFAやJSLはプロフェッショナルプレーヤーの導入に慎重にならざるを得なかった。しかし前例があった。国際トーナメントのオープン化により選手のプロ化に迫られ、1974年にプレーヤーズ制度を導入した日本テニス協会 (JTA) の例である。
結果JTAと同様、大っぴらに「プロ」という字句さえ用いなければ体協としてもJFAやJSLの訴えを認めるという形で承認を受け、1986年-87年シーズンから「スペシャル・ライセンス・プレーヤー」という名称でプロフェッショナルプレーヤーのカテゴリが導入された。

## 導入
1986-87年シーズンから導入された本制度で登録を行ったのは、この年西ドイツのブンデスリーガ・ヴェルダー・ブレーメンから古巣である古河電気工業サッカー部に復帰した奥寺康彦と日産自動車サッカー部に所属の木村和司の2人のみであった。丸の内御三家の一角で1970年高卒新入部員・奥寺を破格の年俸4000万円でスペシャル・ライセンス・プレーヤー契約という形で復帰させた古河は、アジアクラブ選手権1986-87で奥寺の大活躍もあり優勝し日本のクラブとしては初めてとなるアジアタイトルを獲得。
リーグ全体では外国籍選手を除き、奥寺・木村の在籍する古河・日産のほかにも読売・フジタ工業・ヤマハ発動機はほぼ全選手がノン・プロフェッショナルとして登録した。その一方で日本鋼管 (NKK)・本田技研・松下電器・マツダは全選手がアマチュアとして登録していた（同じく外国籍選手を除く）。
しかし、最後のJSLとなった1991-92年シーズン開始時には前述の各チームもすべての選手をノン・アマチュアとして登録するなど、1部所属チームではマツダに数名のアマチュア登録選手がいた以外はすべてノン・アマチュア登録選手であった。また2部でも16チーム中6チームがすべての選手をノン・アマチュア登録した（ちなみに読売ジュニオール所属選手は外国籍選手を除きすべてアマチュア登録で、トップチームである読売クラブとは差別化がはかられている）。

## スペシャル
「スペシャル・ライセンス・プレーヤー」で用いられた「スペシャル」と言う言葉は、のちにJFAがプロフェッショナルな制度を導入する際によく用いる言葉になった。Jリーグの構想段階での名称は「スペシャルリーグ」が用いられた。また審判のプロ化の際に用いられた「スペシャルレフェリー」における「スペシャル」も、この「スペシャル・ライセンス・プレーヤー」に端を発している。

## 参考図書
- 平塚晶人『空っぽのスタジアムからの挑戦－日本サッカーをメジャーにした男たち－』2002年 ISBN 4093664811